# 超絶主義
- 超絶主義
- 超越主義

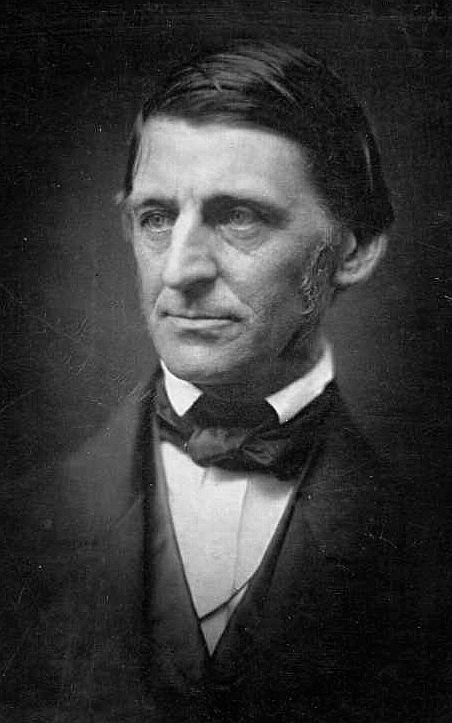
ラルフ・ワルド・エマーソン

超絶主義（ちょうぜつしゅぎ / 英: Transcendentalism）は、1820年代後半から1830年代にかけてアメリカ東部で発展した哲学運動である。超越主義（ちょうえつしゅぎ）とも言う。英語ではトランセンデンタリズム（Transcendentalism）と言い、「乗り越える」を意味する「transcend」という語に由来する。

## 概要
1830年代半ば頃から1860年頃にかけアメリカ合衆国ニューイングランド地方のユニテリアン派の中よりラルフ・ワルド・エマーソンやヘンリー・デイヴィッド・ソローらによってロマン主義運動・思想（理想主義運動）が行われた。これは、1836年9月8日、ボストンに「超絶クラブ」が設立されたことが発端とされる。同年の評論「Nature」において、アメリカのラルフ・ワルド・エマーソンは、この超絶主義を世に打ち出した。
超絶主義は、客観的な経験論よりも、主観的な直観を強調する。その中核は、人間に内在する善と自然への信頼である。一方、社会とその制度が個人の純粋さを破壊しており、人々は本当に「自立」して独立独歩の時にこそ最高の状態にある、とする。
エマーソンの超絶主義哲学は、19世紀後半にアメリカで始まったキリスト教異端的霊性運動ニューソートの理論的根拠として用いられ、運動が広まる支えとなっており、ニューソートはニューエイジ、カルト、通俗心理学、自己啓発運動や自己啓発書に大きな影響を与えた。

## 思想
超絶主義は、ドイツロマン主義、とりわけヨハン・ゴットフリート・ヘルダーとフリードリヒ・シュライエルマッハーの思想と親密である。スタンフォード哲学百科事典によれば「イギリスとドイツのロマン主義、ヨハン・ゴットフリート・ヘルダーとフリードリヒ・シュライエルマッハーの聖書批評とデビッド・ヒュームの懐疑論」に触発され、さらにはイマヌエル・カントに代表されるドイツ観念論の「超越論的」哲学をも包摂している。しかしながら、初期の超絶主義は、元来ドイツ哲学とは疎遠であり、むしろ主としてイギリスのトーマス・カーライル、サミュエル・テイラー・コールリッジや、フランスのヴィクトル・クザン、アンヌ・ルイーズ・ジェルメーヌ・ド・スタールらの思想に依拠していた。

## 超絶主義運動に関係する人物

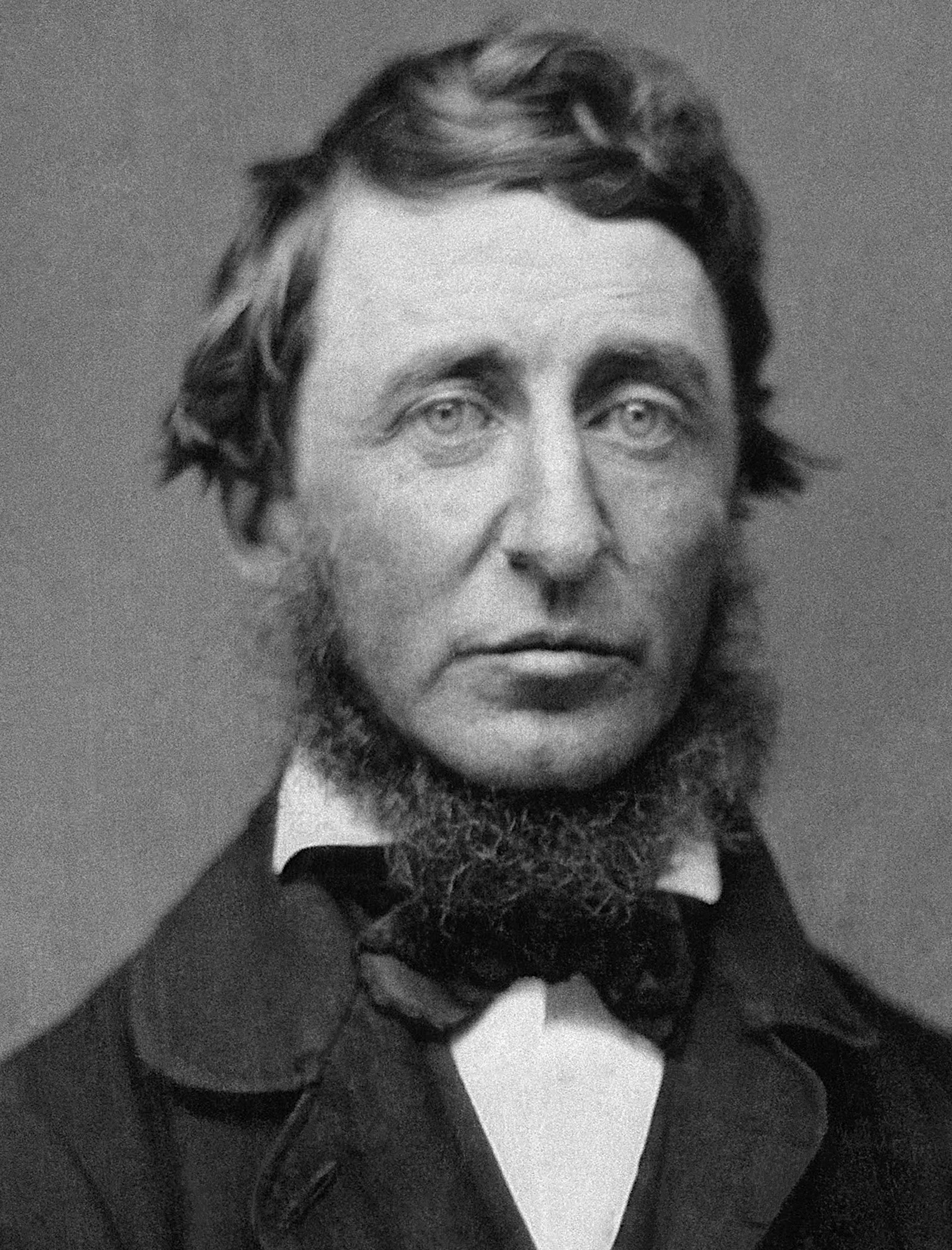
ヘンリー・デイヴィッド・ソロー

- ラルフ・ワルド・エマーソン - ユニテリアン
- ヘンリー・デイヴィッド・ソロー - ユニテリアン
- マーガレット・フラー
- エイモス・ブロンソン・オルコット（英語版）
- ルイーザ・メイ・オルコット
- チャールズ・ティモシー・ブルックス（英語版）
- オレステス・ブラウンソン（英語版）
- ウィリアム・エラリー・チャニング（英語版）
- ウィリアム・ヘンリー・チャニング（英語版）
- ジェームズ・フリーマン・クラーク（英語版）
- クリストファー・パース・クランチ（英語版）
- ジョン・サリバン・ドワイト（英語版）
- コンバース・フランシス（英語版）
- ウィリアム・ヘンリー・ファーネス（英語版）
- フレデリック・ヘンリー・ヘッジ（英語版）
- シルベスター・ジャッド（英語版）
- セオドア・パーカー（英語版）
- エリザベス・ピーボディ
- ジョージ・リプリー（英語版）
- トーマス・トレッドウェル・ストーン（英語版）
- ジョーンズ・ヴェリー（英語版）
- クリス・マッキャンドレス（英語版）
- ウォルト・ホイットマン[8]